# Alice Henry
Alice Henry   (Melbourne, 21 de març de 1857 - City of Malvern, 14 de febrer de 1943) fou una sufragista, periodista, escriptora i sindicalista australiana que també destacà en el moviment sindical estatunidenc com a membre de la Lliga Sindical de Dones.
Un carrer al suburbi de Cook, a Canberra, duu el seu nom.

## Biografia
Henry nasqué el 21 de març del 1857 a Richmond, Melbourne. Era filla de Charles Ferguson Henry, comptable, i la seua esposa, Margaret Walker, treballadora de la confecció. Tenia un germà, Alfred, nascut el 1859. Sos pares eren escocesos i es traslladaren a Austràlia el 1853. Estudià en diverses escoles de Melbourne, i finalment es matriculà en l'Institut Educatiu per a Dones de Richard Hale Budd el 1874.

## Carrera
En acabar l'escola secundària, va ensenyar breument i després es va convertir en reportera de The Melbourne Argus i The Australian. El seu periodisme se centrava en causes progressistes com la reforma laboral, els xiquets discapacitats i la representació proporcional. També s'involucrà en la política australiana en la dècada del 1890 i donà conferències sobre temes com els drets de les dones, el sufragi i el treball. S'uní al moviment progressista de Melbourne. Henry emigrà als Estats Units el 1906 i es va convertir en secretària de la Lliga de Sindicats de Dones de Chicago. Mentre hi treballava, lluità pel sufragi femení, l'organització sindical i els drets laborals. Dins del sindicat, també fou organitzadora de camp i directora del departament d'educació.
Va escriure durant la seua estada a Amèrica. Va editar la secció de dones de Chicago Union Labor Advocate i fou editora fundadora de Life and Labor 's Women's Trade Union League fins al 1915. Henry també escrigué dos llibres, The Trade Union Woman (1915) i Women in the Labor Movement (1923). Tots dos se centren en les lluites i desigualtats particulars que enfrontar les dones obreres durant aquest període.